# Lycurgue (législateur)
Pour les articles homonymes, voir Lycurgue.
Lycurgue (en grec ancien Λυκούργος / Lykoúrgos, « celui qui tient les loups à l’écart ») est un législateur mythique de Sparte.
Plutarque, dans ses Vies parallèles, consacre une Vie à Lycurgue, mis en parallèle avec le roi romain Numa Pompilius. Il situe son existence au IXe siècle av. J.-C. ou au tout début du VIIIe siècle, mais il avertit au tout début de son œuvre que :

« On ne peut absolument rien dire sur le législateur Lycurgue qui ne soit sujet à controverse : son origine, ses voyages, sa mort, l’élaboration enfin de ses lois et de sa constitution ont donné lieu à des récits historiques très divers. »

De fait, les historiens modernes, voire antiques, utilisent son nom pour définir l'ensemble de la législation mise en œuvre à Sparte et qui lui est attribuée, sans s'engager sur l'historicité du personnage ou le fait qu'un seul homme ait été à l'origine de ces mesures.

## Biographie

### Prince et régent de Sparte

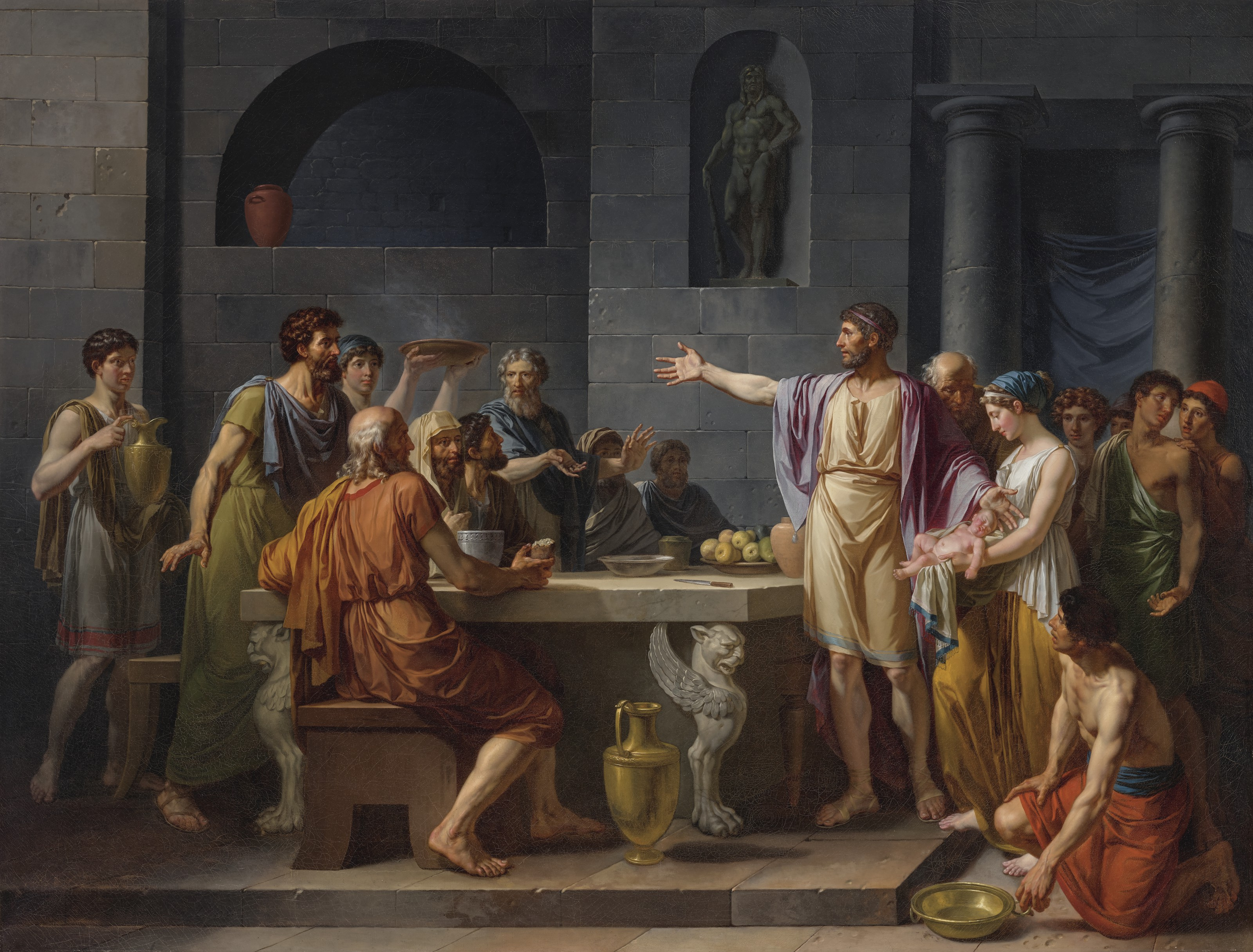
Lycurgue proclamant son neveu roi de Sparte, 1791, par Jean-Jacques Le Barbier

Selon Simonide de Céos, il est le fils du roi spartiate Prytanis, de la dynastie des Eurypontides. Plutarque témoigne cependant que la majorité des auteurs en fait le fils d'Eunomos, lui-même fils de Prytanis et de sa deuxième femme, Dionassé. Il a pour demi-frère Polydecte, né d'un premier lit, qui devient roi quand leur père meurt. À la mort de Polydecte, Lycurgue est destiné à être roi, quand on s’aperçoit que la femme de son défunt frère est enceinte. Celle-ci fait appeler Lycurgue, devenu régent, en secret. Elle lui propose alors de tuer l’enfant à naître si lui, Lycurgue, accepte de l’épouser. Celui-ci feint d’accepter et, lorsque l’enfant — un garçon — naît, le proclame roi de Sparte et le baptise Charilaos (littéralement, « joie du peuple »).

### En exil
Furieux, les parents de la reine répandent sur son compte des rumeurs qui l’obligent à s’exiler. Lycurgue se rend d’abord en Crète, où il étudie les institutions locales et rencontre le poète Thalétas. Il se dirige ensuite vers l’Ionie, réputée alors indolente et décadente, afin d’analyser les mœurs et les institutions locales.
Selon Hérodote, il se rend ensuite en Égypte, d’où il prend l’idée de séparer les guerriers des travailleurs. Selon Aristocratès (en) dans son Histoire des Spartiates, il pousse jusqu’en Inde, où il rencontre les gymnosophistes.

### La Constitution de Sparte

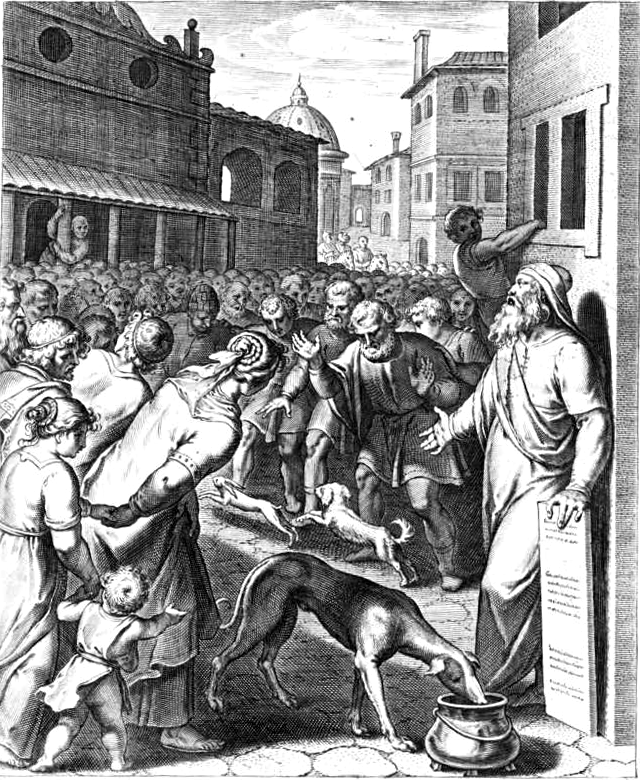
Lycurgue et les deux chiens, gravure d'Otto van Veen, Emblemata Horatiana (1607).

Rappelé par ses concitoyens, Lycurgue rentre à Sparte et décide de composer une constitution. Il se rend donc à Delphes pour interroger Apollon, dispensateur de la justice, par son oracle. La Pythie le salue alors comme « aimé du dieu, et dieu lui-même plutôt qu’être humain ». De retour à Sparte, Lycurgue convoque les trente citoyens les plus importants sur l’agora, qui l’aident à composer sa constitution, la « Grande Rhêtra » (μεγάλη ῥήτρα / megálê rhếtra).
Sa première mesure est d’établir la gérousie pour compenser le pouvoir des rois. La deuxième est la redistribution des terres : la Laconie est divisée en 30 000 lots (kléroi) et le territoire civique de Sparte, en 9 000 lots. Il décrète ensuite la cessation du cours de la monnaie d’or et d’argent, et les remplace par de lourds lingots de fer — trempé au vinaigre afin d’en augmenter le cassant et d’en diminuer la malléabilité. De la sorte, Lycurgue espère mettre fin à la thésaurisation. De même, il instaure l’autarcie et bannit les arts jugés inutiles, c’est-à-dire l’artisanat du luxe. Il oblige les Spartiates à prendre leurs repas en commun (syssities) et à se nourrir frugalement. Enfin, il met en place l’éducation spartiate, obligatoire et dispensée par l’État.
Ayant établi toutes ces lois (rhetrai), Lycurgue souhaite demander l'avis d'Apollon, à Delphes, et défend aux Spartiates de modifier les lois nouvelles avant qu'il soit revenu de Delphes. Il part donc pour la ville sacrée, et demande à Apollon si les lois qu’il a édictées sont bonnes. Le dieu acquiesce. Estimant son œuvre accomplie, et ne voulant pas délier ses compatriotes de leur serment, il se suicide en se laissant mourir de faim.
Le lieu de sa sépulture n’est pas connu. Selon certains auteurs, il se suicide à Cirrha, port du golfe de Corinthe où débarquent les pèlerins pour Delphes. D’autres, comme Timée de Tauroménion et Aristoxène, le font plutôt mourir en Crète. Aristocratès précise même qu’à sa demande, son corps est brûlé et ses cendres répandues en mer : il veut éviter que les Spartiates ne rapportent ses restes à Lacédémone, et se tiennent pour déliés de leur serment.

## Symbolique
Lycurgue est, selon Plutarque, borgne. Il reçoit cette infirmité lors d’une altercation avec de riches citoyens, indignés par les mesures édictées contre le luxe :

« L’un [de ses adversaires], Alcandros, jeune homme violent et emporté qui par ailleurs n’était pas dépourvu de qualités, le poursuivit et le rejoignit : comme Lycurgue se retournait, il le frappa de son bâton et lui creva un œil. »

Loin de s’abandonner à la douleur, Lycurgue fait face à ses adversaires. Honteux, ceux-ci baissent les armes. Alcandros, livré par les siens, est pris par Lycurgue à son service. À force de vivre en compagnie du législateur, le jeune homme s’amende. Plutarque conclut : « Pour rappeler le traitement qu’il avait subi, il édifia un sanctuaire à Athéna qu’il nomma Optillétis : car les Doriens de ce pays appellent les yeux optilloï. »
Pour Georges Dumézil, cet épisode revêt une grande importance. S’appuyant sur l’étymologie du nom « Lycurgue » (*Lyko-vorgos, « celui qui tient les loups à l’écart »), il compare le législateur légendaire à d’autres figures tutélaires indo-européennes. Il établit ainsi un parallèle avec la légende ossète de Fælværa, protecteur des moutons, et de Tutyr, le berger des loups. Le motif de l’aveuglement se retrouve également dans la légende du dieu nordique Odin, qui abandonne son œil en échange de la sagesse, et du sage Zoroastre, aveuglé par ses disciples quand il veut les quitter, et dévoré par les loups.